# Andy Gray (Fußballspieler, 1964)
Andrew Arthur „Andy“ Gray (* 22. Februar 1964 in Lambeth, England) ist ein ehemaliger englischer Fußballspieler, der im Laufe seiner Karriere auf der Position eines Mittelfeldspielers, sowie auf der Position eines Stürmers zum Einsatz kam. 

## Karriere

### Vereinskarriere
Gray begann seine Karriere als Fußballspieler im Jahre 1980 in einer Jugendmannschaft des englischen Traditionsklubs Crystal Palace, ehe er zu den in London ansässigen Corinthian Casuals und später zum ebenfalls aus London stammenden Fußballverein Dulwich Hamlet wechselte. Bei Hamlet kam er bis zu seinem Abgang im Jahre 1984 zu einigen Einsätzen. 1984 brachte Steve Coppell, der selbst gerade erst seine Karriere als aktiver Fußballspieler beendet hatte und eine Karriere als Trainer startete, Gray zurück zu Crystal Palace. Coppell sah in Gray einen guten jungen Spieler, der mit seiner Qualität, das noch kleine Budget der Eagles nicht zu sehr belastete.
Bei Palace wurde er sehr schnell zu einem Stammspieler in der Mannschaft. Am Anfang seiner Karriere wurde Gray vorwiegend als Stürmer eingesetzt, was in der Saison 1985/86 zur Folge hatte, dass er gleich zu elf Treffern kam. Das Stürmerdasein änderte sich aber als die Neuverpflichtungen Ian Wright, sowie Mark Bright zum Verein stießen. Ab sofort kam Gray nur noch im zentralen Mittelfeld zum Einsatz, wo seine Qualitäten als Fußballspieler immer mehr Form anzunehmen begannen.
Gray verpasste mit Palace den Aufstieg in die Spitzengruppe und wurde so nach 98 absolvierten Spielen und 27 Toren im Jahre 1987 zu Aston Villa transferiert. Beim Verein aus Aston, Birmingham kam er zu 37 Meisterschaftseinsätzen, bei denen er insgesamt vier Treffer erzielen konnte. Im Jahre 1989 stieß er zu den Queens Park Rangers, bei denen er ebenfalls nur wenig Engagement zeigte und so am Ende der Saison nach elf absolvierten Spielen und zwei Treffen wieder den Verein verließ.
In der Saison 1989/90 kehrte Gray schließlich wieder zurück in den Selhurst Park, der Heimstätte von Crystal Palace. Gray absolvierte eine ausgezeichnete Saison in der Palace bequem von Runde zu Runde weiter kam und so fand man sich schließlich im FA-Cup-Halbfinale, wo man auf den vorjährigen Sieger FC Liverpool traf. Die Reds, die zu diesem Zeitpunkt um den Meistertitel, sowie auch um den Erhalt des Pokals kämpften, lagen in diesem wirklich spannenden Spiel plötzlich mit 2:1 zurück. Nach einem schweren Kampf schaffte man es aber doch noch und konnte die Führung mit 2:3 an sich reißen. Die Schlussphase des Spiels brach an, viele dachten bereits, der Einzug ins Cup-Finale sei in weite Ferne gerückt. Doch dann ereignete sich das schier unmögliche, als sich Gray in der 87. Spielminute aus dem zentralen Mittelfeld löste, um nach vorne zu hechten, um mit dem Kopf den Ausgleichstreffer zu erzielen. In der Verlängerung half ein Tor von Alan Pardew Palace zum Aufstieg ins Cup-Finale, wo man auf Manchester United treffen sollte. Nach einer ähnlich unterhaltsamen Begegnung, wie schon im Halbfinale, endete das Spiel mit einem 3:3-Remis und man hoffte auf einen Sieg im Rückspiel. Dort wurden die Eagles von den Red Devils mit einem 1:0 knapp geschlagen und so schaffte man es nach einem harten Kampf nicht, die heißbegehrte Trophäe zu erhalten.
In der Saison 1990/91 erreichte Palace mehr, als was man selbst für möglich gehalten hätte. Am Ende gewann man Spiele gegen Liverpool und Arsenal, konnte aber in der Liga nur den dritten Platz erreichen. Außerdem konnte Gray mit seinem Team noch in derselben Saison die Trophäe über den Gewinn des Zenith-Data-Systems-Cups entgegennehmen.
Nachdem die Form der Mannschaft nach dem Abgang von Ian Wright zu Arsenal etwas eingebrochen war, verließ auch Gray den Verein um nach 90 absolvierten Meisterschaftseinsätzen und zwölf Treffern für eine Ablösesumme von ₤ 700.000 zu Tottenham Hotspur zu transferieren. In seiner Zeit von 1992 bis 1994 zeigte er wenig Engagement bei den Spurs und wechselte so nach 33 Ligaeinsätzen und insgesamt drei erzielten Toren im Jahre 1994 erneut den Verein. Zuvor wurde er noch im Jahre 1992 zu Swindon Town verliehen, wo er zu drei Einsätzen kam. Im Jahre 1994 konnte Gray zum ersten Mal Auslandserfahrung sammeln, als er ein Angebot vom spanischen Zweitligisten CA Marbella annahm. Im Verein konnte er sich nicht richtig etablieren, was im Jahre 1996 zur Folge hatte, dass Gray nach 33 Pflichtspieleinsätzen und seine Koffer packte und zurück auf „die Insel“ ging. Dort wurde er vom schottischen FC Falkirk unter Vertrag genommen, für den er bis zu seinem Abgang nur ein Jahr später im Jahre 1997 in insgesamt 34 Pflichtspielen einen Treffer erzielte. Danach machte Gray von 1997 bis 1998 Bekanntschaft mit dem aus Bury stammenden FC Bury, für den er in 21 Spielen, in denen er auf den Platz lief, einen Treffer erzielte. Den Ausklang seiner Karriere fand er beim FC Millwall in der Saison 1998/99, nachdem er nach zwölf Spielen einen Treffer aufweisen konnte.

### International
Im November 1991 wurde Gray ins englische Nationalteam berufen, bei der er am 13. November 1991 beim Qualifikationsspiel für die EURO 1992 gegen Polen seinen einzigen Auftritt in der A-Nationalmannschaft feiern konnte. Das Spiel endete mit einem 1:1-Remis und England wurde Gruppensieger der Gruppe 7. 1988 kam Gray zu zwei Einsätzen für die englische U-21-Auswahl.

### Nach der aktiven Karriere
Im Frühjahr 2006 fungierte Gray als Technischer Direktor der Nationalmannschaft von Sierra Leone, dabei war ihm auch der Nationaltrainerjob angeboten worden.
Im Jahre 2005 wurde Gray in das Jahrhundertteam von Crystal Palace gewählt.

## Erfolge
- 1× FA-Cup-Finalist: 1989/90 mit Crystal Palace
- 1× Zenith-Data-Systems-Cupsieger: 1990/91 mit Crystal Palace